# Poutní místa do Santiaga de Compostely ve Francii
V roce 1998 bylo na Seznam světového dědictví UNESCO přijata řada francouzských míst, která přímo souvisí s tradičními poutěmi do Santiaga de Compostely v západním Španělsku. Většinou se jedná o nejrůznější katedrály, kostely apod.

## Seznam poutních míst
- Périgueux: katedrála Saint-Front – Akvitánie
- Saint-Avit-Sénieur: kostel – Akvitánie
- Le Buisson-de-Cadouin: bývalé opatství – Akvitánie
- Bazas: katedrála Jana Křtitele – Akvitánie
- Bordeaux: bazilika svatého Michala – Akvitánie
- Bordeaux: bazilika Saint-Seurin – Akvitánie
- Bordeaux: Katedrála svatého Ondřeje – Akvitánie
- La Sauve-Majeure: opatství La Sauve Majeure – Akvitánie
- La Sauve-Majeure: kostel svatého Petra – Akvitánie
- Soulac-sur-Mer: kostel Notre-Dame-de-la-Fin-des-Terres – Akvitánie
- Aire-sur-l'Adour: kostel Sainte-Quitterie – Akvitánie
- Mimizan: zvonice – Akvitánie
- Sorde-l'Abbaye: opatství Saint-Jean – Akvitánie
- Saint-Sever: opatství – Akvitánie
- Agen: Katedrála Saint Caprais – Akvitánie
- Bayonne: Katedrála Panny Marie – Akvitánie
- L'Hôpital-Saint-Blaise: kostel – Akvitánie
- Saint-Jean-Pied-de-Port: most Saint Jacques – Akvitánie
- Oloron-Sainte-Marie: katedrála Panny Marie – Akvitánie
- Clermont-Ferrand: bazilika Notre-Dame du Port – Auvergne
- Le Puy-en-Velay: katedrála Notre-Dame – Auvergne
- Le Puy-en-Velay: Hôtel-Dieu Saint-Jacques – Auvergne
- Mont-Saint-Michel – Normandie
- La Charité-sur-Loire: kostel Sainte-Croix-Notre-Dame – Burgundsko
- Asquins: kostel Saint-Jacques d'Asquins – Burgundsko
- Vézelay: Klášter Vézelay – Burgundsko
- Neuvy-Saint-Sépulchre: kostel Saint-Etienne – Centre-Val de Loire
- Bourges: katedrála sv. Štěpána – Centre
- L'Épine: bazilika Notre-Dame – Champagne-Ardenne
- Châlons-en-Champagne: kostel Notre-Dame-en-Vaux – Champagne-Ardenne
- Paříž: věž Saint-Jacques – Île-de-France
- Saint-Guilhem-le-Désert: bývalé opatství de Gellone – Languedoc-Roussillon
- Aniane/Saint-Jean-de-Fos: Pont du Diable – Languedoc-Roussillon
- Saint-Gilles-du-Gard: bývalý opatský kostel – Languedoc-Roussillon
- Saint-Léonard-de-Noblat: kostel Saint-Léonard – Limousin
- Audressein: kostel Tramesaygues – Midi-Pyrénées
- Saint-Lizier: bývalá katedrála a klášter, katedrála Notre-Dame-de-la-Sède, biskupský palác, hradby – Midi-Pyrénées
- Conques: opatský kostel Saint Foy – Midi-Pyrénées
- Conques: most přes Dourdou – Midi-Pyrénées
- Espalion: Pont-Vieux – Midi-Pyrénées
- Estaing: most přes Lot – Midi-Pyrénées
- Saint-Chély-d'Aubrac: most zvaný „des pèlerins“ přes Boralde – Midi-Pyrénées
- Saint-Bertrand-de-Comminges: katedrála Notre-Dame – Midi-Pyrénées
- Saint-Bertrand-de-Comminges: paleo-Christian bazilika, kaple Saint-Julien – Midi-Pyrénées
- Toulouse: bazilika Saint-Sernin – Midi-Pyrénées
- Toulouse: Hôtel-Dieu Saint-Jacques – Midi-Pyrénées
- Valcabrère: kostel Saint-Just – Midi-Pyrénées
- Auch: katedrála svaté Marie – Midi-Pyrénées
- Beaumont-sur-l'Osse a Larressingle: Pont d'Artigue alebo Lartigue – Midi-Pyrénées
- La Romieu: kostel Saint-Pierre – Midi-Pyrénées
- Cahors: katedrála Saint-Etienne – Midi-Pyrénées
- Cahors: most Valentré – Midi-Pyrénées
- Gréalou: dolmen z Pech-Laglaire – Midi-Pyrénées
- Figeac: nemocnice Saint-Jacques – Midi-Pyrénées
- Rocamadour: kostel Saint-Sauveur a krypta Saint-Amadour – Midi-Pyrénées
- Aragnouet: nemocnice Plan a kaplnka Notre-Dame- de-l'Assomption – Midi-Pyrénées
- Gavarnie: farní kostel – Midi-Pyrénées
- Jézeau: kostel Saint-Laurent – Midi-Pyrénées
- Ourdis-Cotdoussan: kostel v Cotdussane – Midi-Pyrénées
- Rabastes: kostel Notre-Dame-du-Bourg – Midi-Pyrénées
- Moissac: opatský kostel Saint-Pierre a klášter – Midi-Pyrénées
- Amiens: Katedrála Notre-Dame – Pikardie
- Folleville: farní kostel Saint-Jean-Baptiste – Picardie
- Compiègne: farní kostel Saint-Jacques – Picardie
- Saintes: kostel Sainte-Eutrope – Poitou-Charentes
- Saint-Jean-d'Angély: královské opatství Saint-Jean-Baptiste – Poitou-Charentes
- Melle: kostel Saint-Hilaire – Poitou-Charentes
- Aulnay: kostel Saint-Pierre – Poitou-Charentes
- Poitiers: kostel Saint-Hilaire-le-Grand – Poitou-Charentes
- Pons: bývalá nemocnice des Pèlerins – Poitou-Charentes
- Arles – Provence-Alpes-Côte d'Azur
- Cesta: mezi Nasbinals a Saint- Chély- d'Aubrac (17 km) – Languedoc-Roussillon a Midi-Pyrénées
- Cesta: mezi Saint-Côme-d'Olt a Estaing (17 km) – Midi-Pyrénées
- Cesta: mezi Montredon a Figeac (18 km) – Midi-Pyrénées
- Cesta: mezi Faycelles a Cajarc (22.5 km) – Midi-Pyrénées
- Cesta: mezi Bach a Cahors (26 km) – Midi-Pyrénées
- Cesta: mezi Lectoure a Condom (35 km) – Midi-Pyrénées
- Cesta: mezi Aroue a Ostabat (22 km) – Akvitánie